# 娘娘宫街道
娘娘宫街道，是中华人民共和国辽宁省锦州市太和区下辖的一个乡镇级行政单位。

## 行政区划
娘娘宫街道下辖以下地区：
娘娘宫村、蚂蚁村、祥茂村、马华村、北凌村、南凌村、潘屯村、邰屯村、朴屯村、常屯村、崔屯村和于屯村。